# Ігішу-Ноу
Ігішу-Ноу (рум. Ighișu Nou) — село у повіті Сібіу в Румунії. Адміністративно підпорядковане місту Медіаш.
Село розташоване на відстані 230 км на північний захід від Бухареста, 39 км на північний схід від Сібіу, 93 км на південний схід від Клуж-Напоки, 110 км на північний захід від Брашова.

## Населення
За даними перепису населення 2002 року у селі проживали 1440 осіб.
Національний склад населення села:
| Національність | Кількість осіб | Відсоток |
| -------------- | -------------- | -------- |
| румуни         | 1181           | 82,0%    |
| цигани         | 218            | 15,1%    |
| німці          | 24             | 1,7%     |
| угорці         | 14             | 1,0%     |

Рідною мовою назвали:
| Мова      | Кількість осіб | Відсоток |
| --------- | -------------- | -------- |
| румунська | 1399           | 97,2%    |
| німецька  | 15             | 1,0%     |
| угорська  | 13             | 0,9%     |
| циганська | 10             | 0,7%     |